# Tanya Frei
Tanya Frei (* 31. Mai 1972 in Bern) ist eine Schweizer Curlerin. 

## Karriere
Frei nahm als Second an insgesamt drei Curling-Europameisterschaften teil: 1999, 2001 und 2003. Dabei gewann sie 1999 und 2001 die Bronzemedaille und 2003 die Silbermedaille.
Bei der Curling-Weltmeisterschaft spielte Frei 1999, 2000 und 2004 als Second des Schweizer Teams und gewann 2000 die Silbermedaille und 2004 die Bronzemedaille.
Ebenfalls als Second nahm Frei an den Olympischen Winterspielen 2002 in Salt Lake City teil. Die Mannschaft gewann die Silbermedaille.